# 灵霄山
灵霄山，位于中国河北省邢台市邢台县，海拔1062米。黄巾军寨遗址位于灵霄山中段。东汉末年，张角在此布道，广招信徒，发动了黄巾起义。1993年7月15日，灵霄山寨列入河北省文物保护单位。